# Сток, Эйткен и Уотерман
Сто́к, Э́йткен, и Уо́терман (Stock, Aitken & Waterman) — британское продюсерское/авторское трио, которое составляли Майк Сток, Мэтт Эйткен и Пит Уотерман. Песни, которые они писали и продюсировали вместе, пользовались огромной популярностью во второй половине 1980-х — начале 1990-х годов.
Их стиль можно охарактеризовать как поп-версию хай-энерджи.
Первый большой успех пришёл к ним с песней «Whatever I Do (Wherever I Go)», написанной для Хейзелл Дин. Песня вышла в июле 1984 года и в середине августа добралась до 4-го места британского чарта. Дальше будет «You Spin Me Round» группы Dead or Alive, которая в марте 1985 года поднимется на 1 место.
Среди артистов, для которых Сток, Эйткен и Уотерман написали массивные хиты: Bananarama, Рик Эстли, Mel & Kim, Big Fun; чаще всего же публика ассоциирует их с Кайли Миноуг, которую они открыли миру с песней «I Should Be So Lucky» и с которой затем продолжали работать несколько лет. С 1988 по 1990 годы спродюсированные Стоком, Эйткеном и Уотерманом диски разошлись в более чем 40 миллионах экземпляров.

## Состав

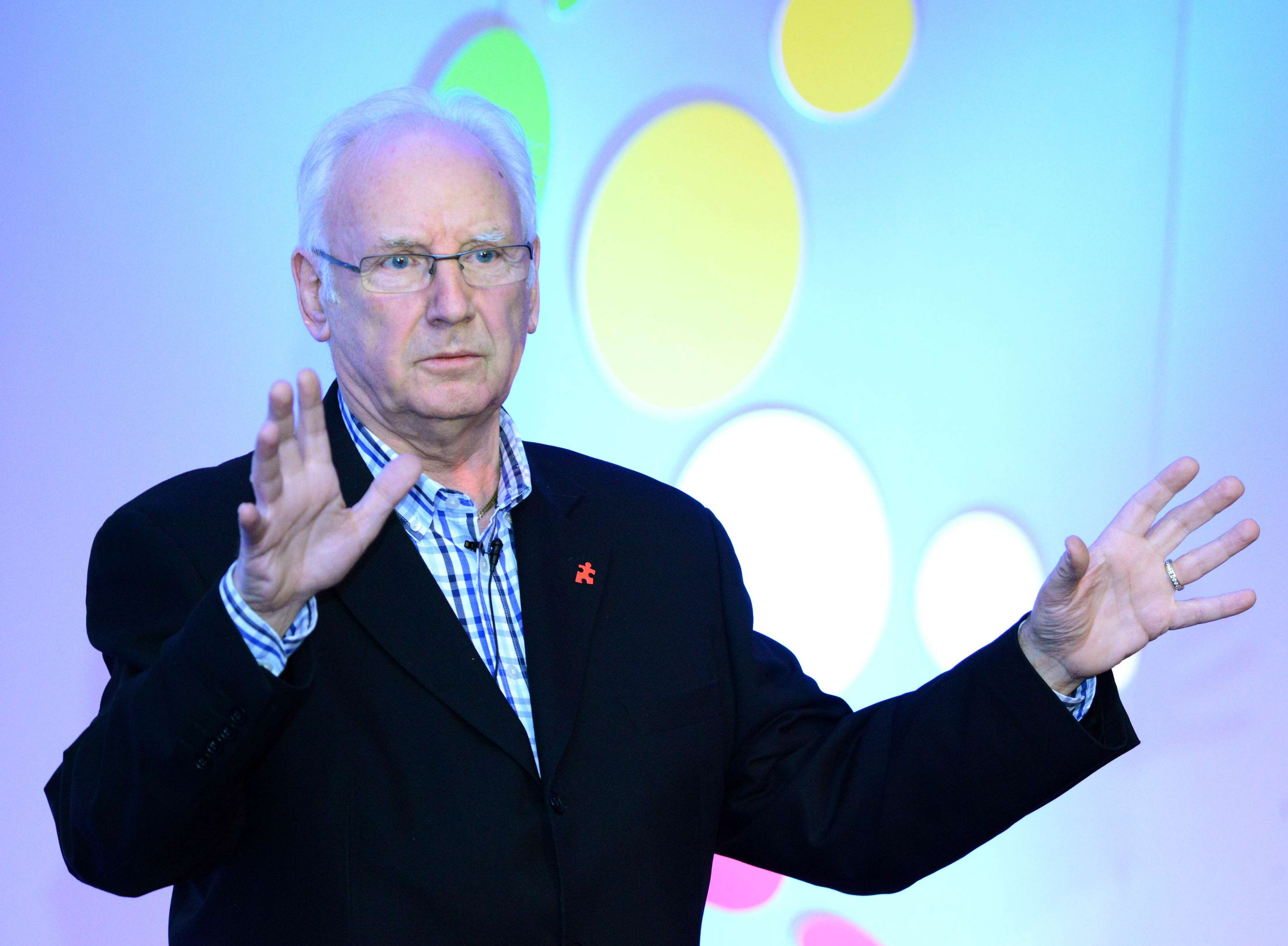
Пит Уотерман в 2014 году

- Майк Сток (англ. Mike Stock, род. 3 декабря 1951)
- Мэтт Э́йткен (англ. Matt Aitken, род. 25 августа 1956)
- Пит Уо́терман (англ. Pete Waterman, род. 15 января 1947)

## Сотрудничество
См. также статью «List of songs produced by Stock Aitken Waterman» в английском разделе.
Среди исполнителей, которых Сток, Эйткен и Уотерман продюсировали в 1980-е годы: Синитта, Саманта Фокс, Dead or Alive, Bananarama, Рик Эстли, Мел энд Ким, Кайли Миноуг и Джейсон Донован, Соня, Лора Брэниган. Также из их известных работ можно отметить хит Клиффа Ричарда 1989 года «I Just Don’t Have the Heart» и альбом Донны Саммер Another Place and Time (тоже 1989 год; самый большой хит с него — «This Time I Know It’s for Real»).